# Anadenobolus toltecus
Anadenobolus toltecus är en mångfotingart som först beskrevs av Henri Saussure 1859.  Anadenobolus toltecus ingår i släktet Anadenobolus och familjen Rhinocricidae. Inga underarter finns listade i Catalogue of Life.